# 川嵜陽仁
川嵜 陽仁（かわさき はると、2003年11月1日 - ）は、愛知県一宮市出身の元プロ野球選手（投手）。右投右打。プロでは育成選手であった。

## 経歴

### プロ入り前
一宮市立千秋中学校時代は父がコーチを務めるヤングリーグの「東海スラッガーズヤング」に所属。
進学した誉高等学校では2年秋の新チームからエースとなった。3年夏の愛知県大会4回戦で田村俊介擁する愛工大名電と対戦し、2回からリリーフ登板。田村を3打数無安打2三振に封じるなど7イニングを自責点1と好投したが、チームは2-4で敗れた。甲子園出場経験はなし。高校時代の1学年下にイヒネ・イツア。
2021年10月11日に行われたプロ野球ドラフト会議において、読売ジャイアンツから育成選手ドラフト9位で指名を受け、11月25日に支度金290万円、年俸360万円（金額は推定）で仮契約を結んだ。背番号は015。

### プロ入り後
2022年は二軍公式戦（イースタン・リーグ）2試合に登板して0勝2敗、防御率9.00、三軍戦は10試合に登板して0勝1敗、防御率3.63という成績だった。シーズン終了後は一軍の秋季練習、続く秋の宮崎キャンプのメンバーに抜擢された。
2023年は二軍公式戦で5試合に登板して、0勝1敗、防御率9.72という成績だった。
2024年は二軍公式戦の登板はなく、三軍戦も8試合に登板して0勝1敗、防御率3.00という成績に終わり、シーズン終了後の9月30日に戦力外通告を受けた。

### 巨人退団後
2025年から社会人軟式野球の菊水化学工業で現役を続ける。

## 選手としての特徴
最速147km/hのストレートと縦の変化が大きいスライダーが武器のパワー型で、カーブやフォークボールなどの球種も使い分ける。
父は滝高等学校のエースとして、3年夏の愛知県大会でイチロー擁する愛工大名電と対戦し敗れている。

## 詳細情報

### 年度別投手成績
- 一軍公式戦出場なし

### 背番号
- 015（2022年[5] - 2024年）